# Solberga och Knutskulla
Sollberga och Knutskulla is een samengestelde plaats (småort) in de gemeente Mönsterås in het landschap Småland en de provincie Kalmar län in Zweden. De plaats heeft 196 inwoners (2005) en een oppervlakte van 41 hectare. De aan elkaar gegroeide gehuchten vormen een uitloper van Ålem Kyrkby aan de noordzijde en liggen zo goed als aan de E22.